# Савин камен
Савин камен је локалитет познат и као Камена Вода који се налази у засеоку Долови села Стапари, на територији града Ужица.
На око 150 метара изнад десне обале потока Долови, налази се једна громада од камена-кречњака неправилног облика дужине око 120сm. У тој стени су четири велике округле рупе, све четири окренуте у правцу крста и неодољиво подсећају на траг коњских копита. У једној каменој рупи увек има воде. Мештани овом водом перу очи, верујући да је лековита. Четири удубљења у кречњачкој стени делују необично, стога ни по чему се не може закључити да су таква удубљења направили људи. Рупе су сасвим округлог облика и изнутра глатке, као да их је вековима глачала вода или нека друга материја. Све четири рупе мада неједнаке дубине имају растојање слично траговима коњског хода.
Према легенди: „овуда је некада прошао Свети Сава на коњу, било је блато и све четири коњске ноге су се заглавиле у блату, траг који је остао временом се  окаменио и заувек  остао у овој кречњачкој стени“. 
Ово место верници највише посећују на Савиндан, када редовно долазе по „Савину воду”.
Изнад камена је постављен повећи крст од белог мермера, на коме пише: „Камена Вода–Светог Саве”. Овај крст  подигли су 10. маја 2000. године Хаџи Славко Мирковић и Хаџи Миливоје Јараковић. 